# Parc naturel régional de Brière
Pour les articles homonymes, voir Brière (homonymie).
Le parc naturel régional de Brière s'étend sur les marais de Brière, au nord-ouest de l'estuaire de la Loire en Loire-Atlantique. La Brière se situe dans le pays nantais et en partie en pays de Guérande, un des pays traditionnels de Bretagne.

## Géographie
Le parc naturel régional de Brière coïncide pour l'essentiel avec la Brière. Il s'étend sur 54 800 hectares, ce qui en fait un des plus petits parcs naturels régionaux.

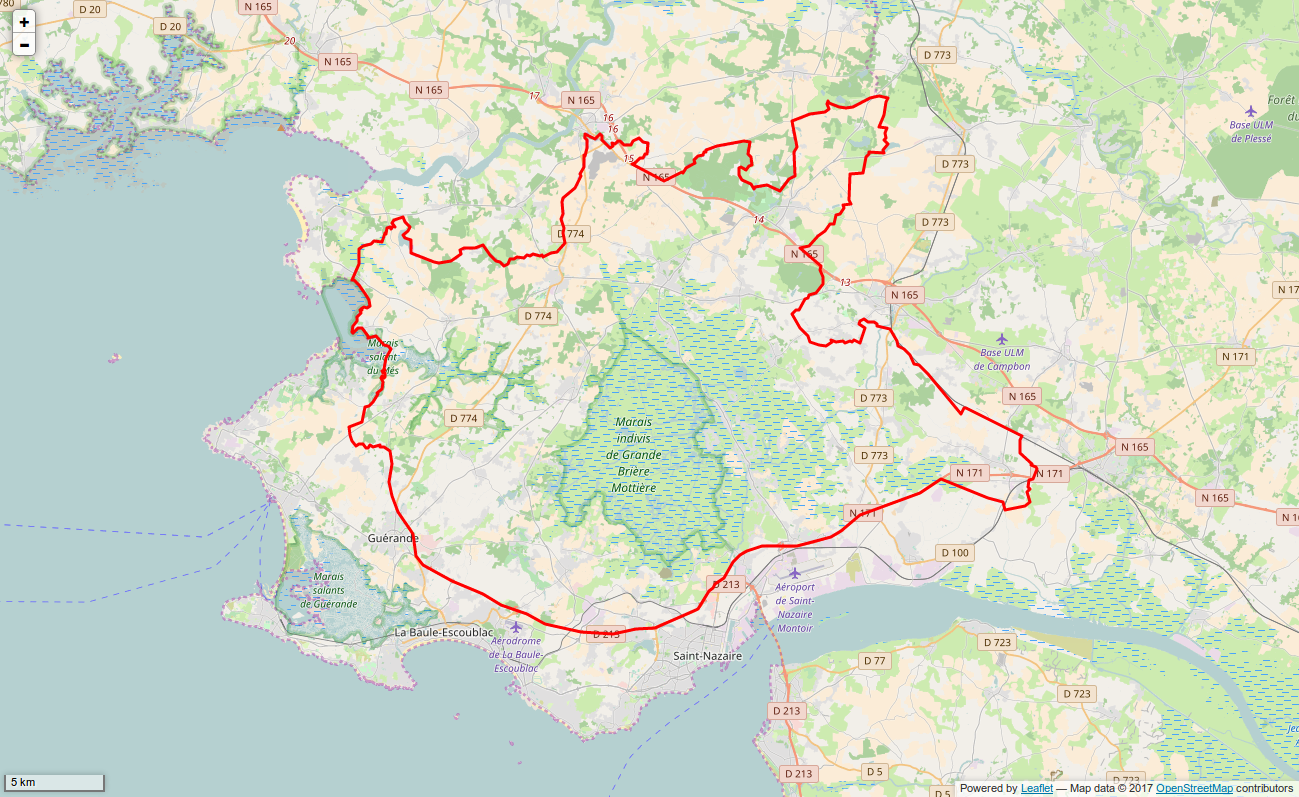
Périmètre du PNR.

Le parc naturel regroupe 21 communes adhérentes :
- Assérac
- La Baule-Escoublac
- Besné
- La Chapelle-des-Marais
- Crossac
- Donges
- Guérande
- Herbignac
- Mesquer[1]
- Missillac
- Montoir-de-Bretagne
- Pontchâteau
- Prinquiau
- Saint-André-des-Eaux
- Saint-Joachim
- Saint-Lyphard
- Saint-Malo-de-Guersac
- Saint-Molf
- Saint-Nazaire
- Sainte-Reine-de-Bretagne
- Trignac

2 villes portes : Pornichet et Nantes

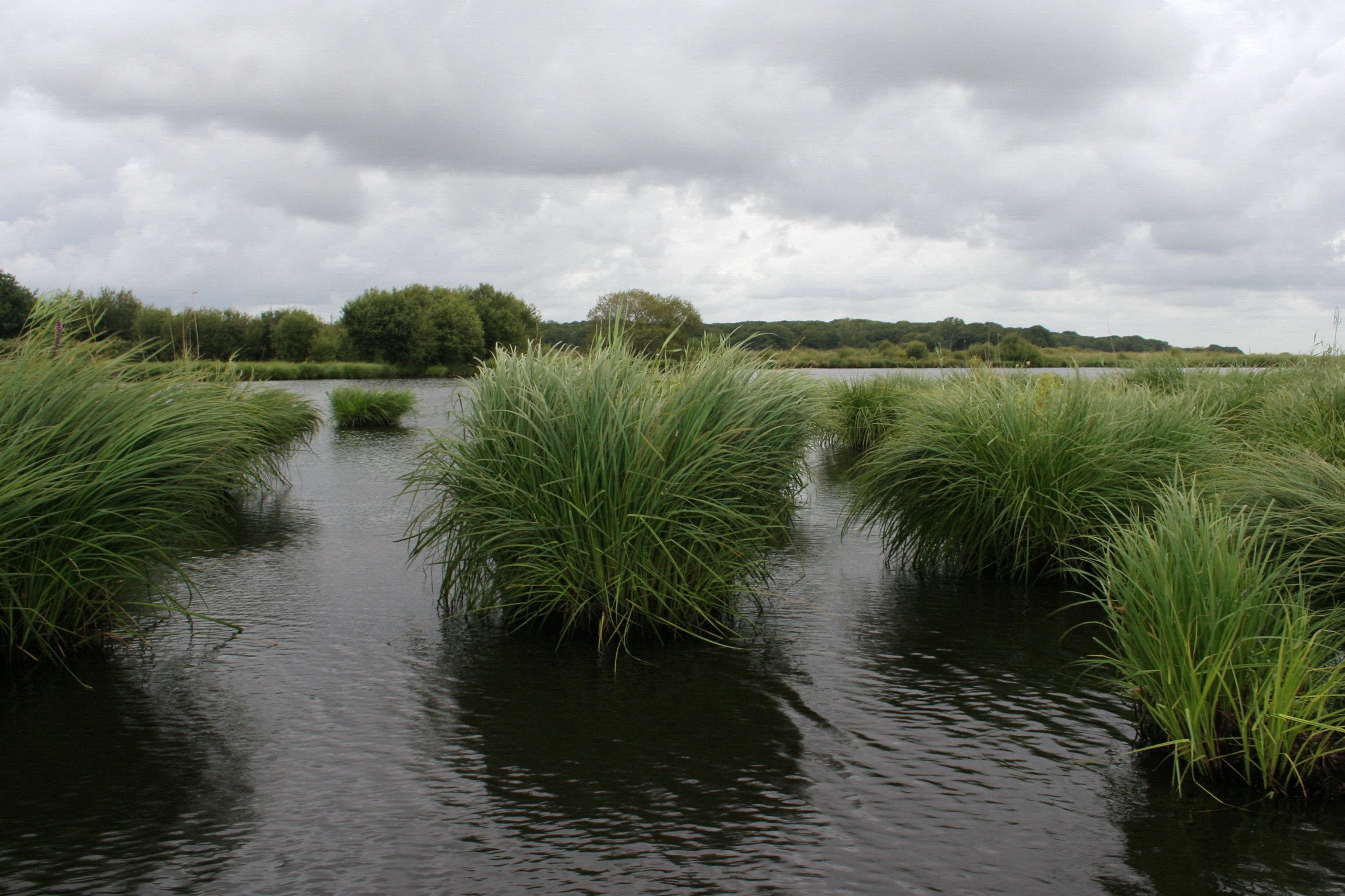
Marais
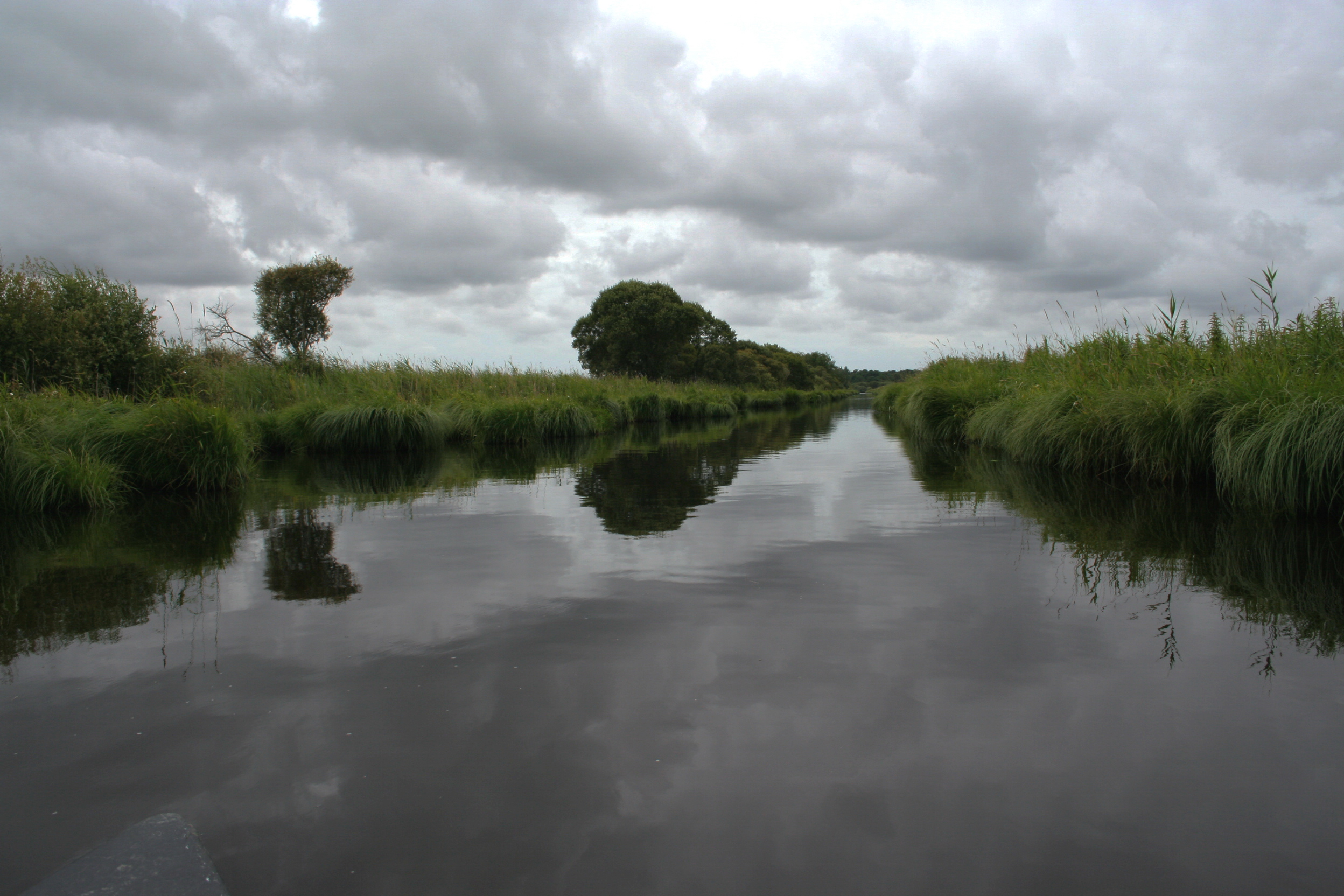
Marais

## Historique
Le parc naturel régional de Brière a été mis en place le 16 octobre 1970.
La Grande Brière a été reconnue site Ramsar le 1er février 1995.

## Patrimoine architectural et culturel
La chaumière, avec sa couverture de roseaux, est un élément essentiel du paysage briéron. Avec ses 3000 toits de chaume, la Brière est ainsi la région de France où la densité de chaumières est la plus importante.

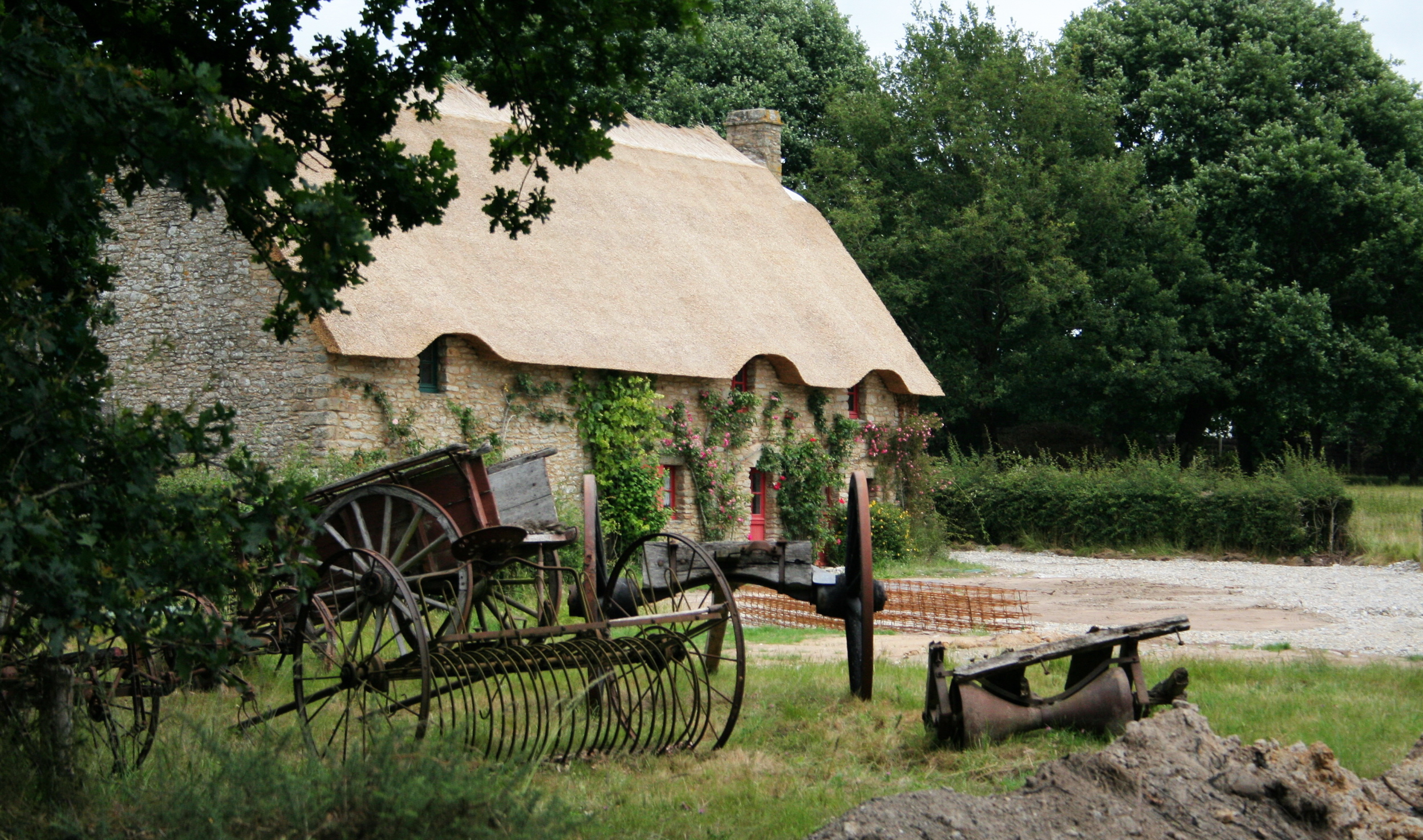
Maison
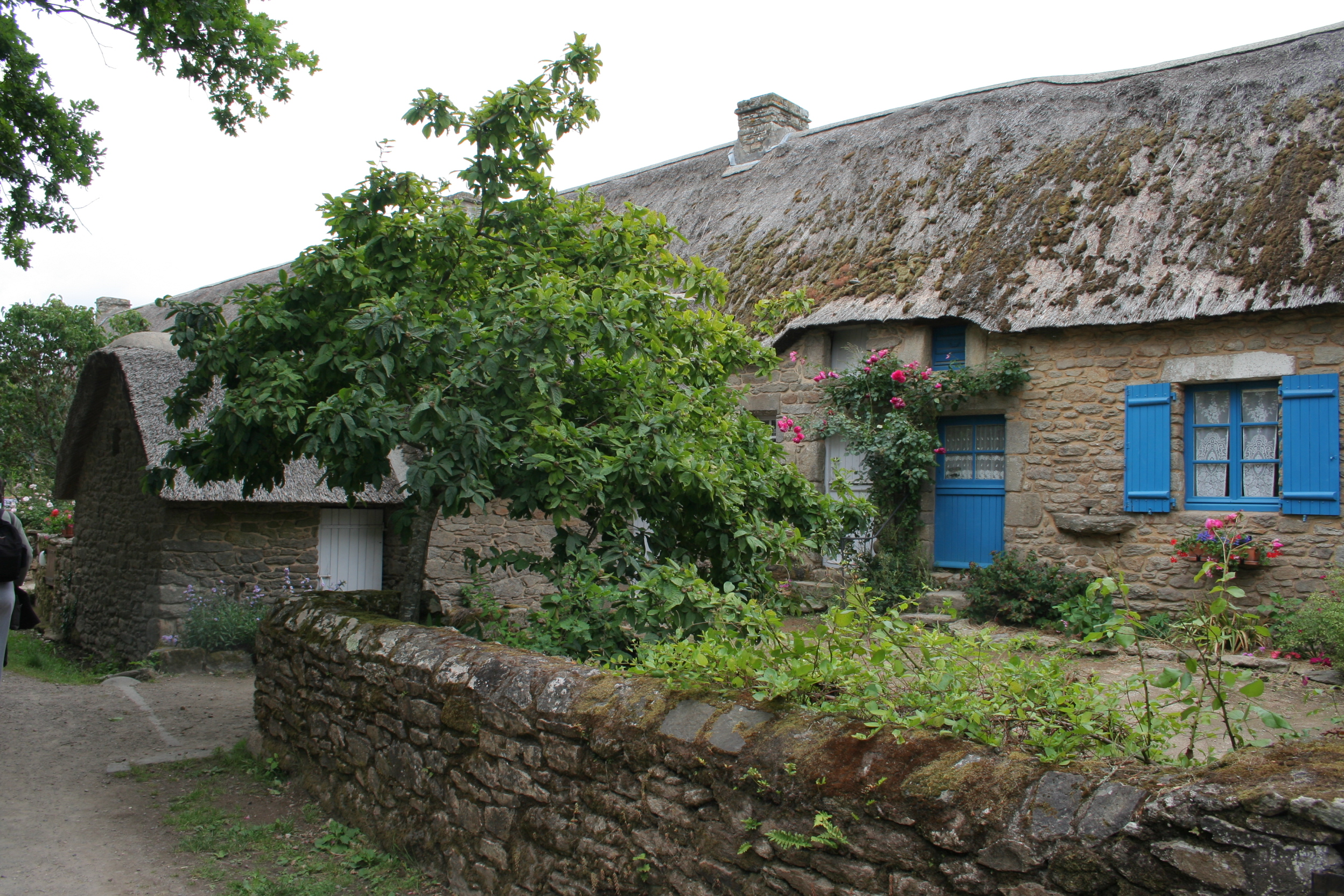
Maison
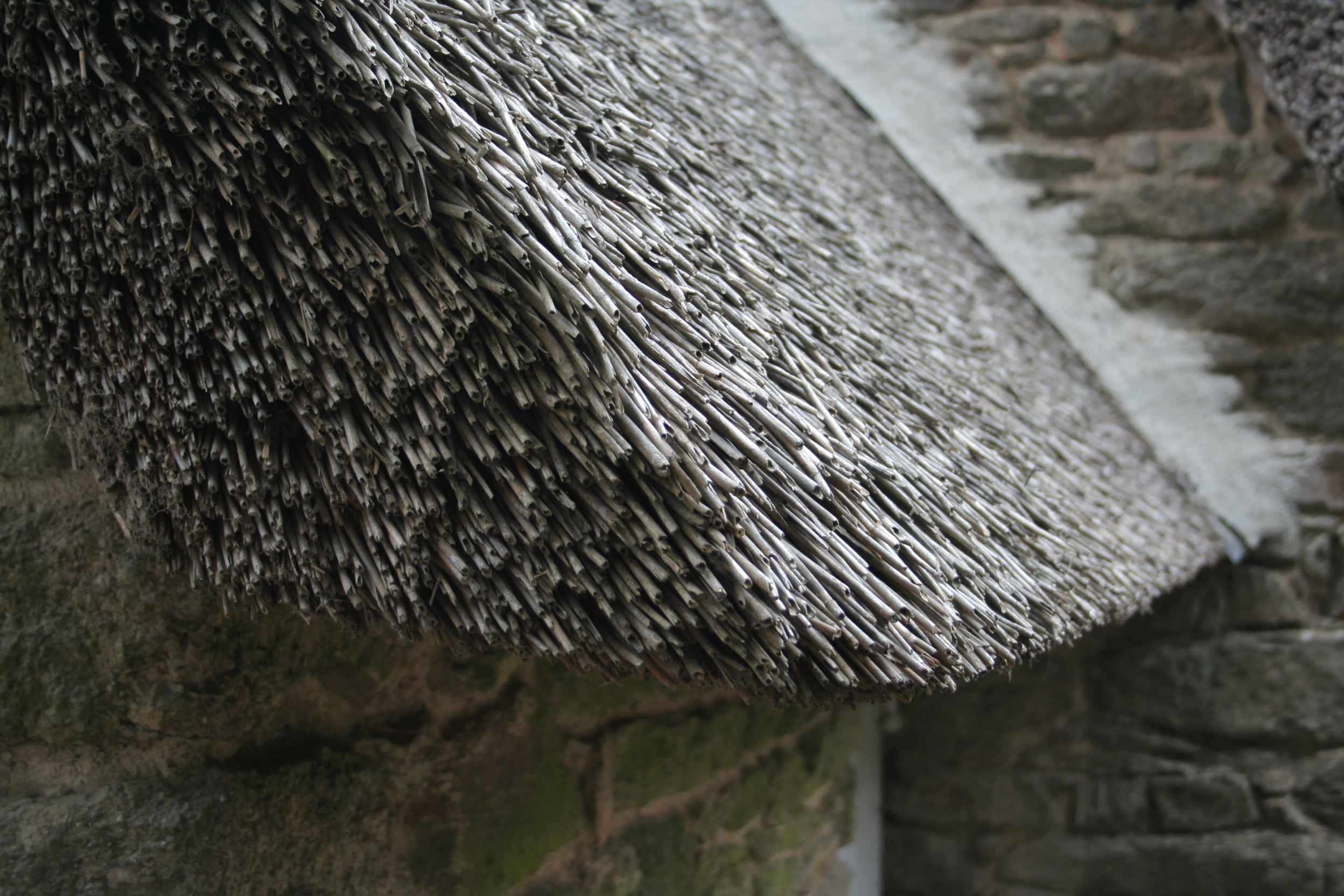
Toit de chaume
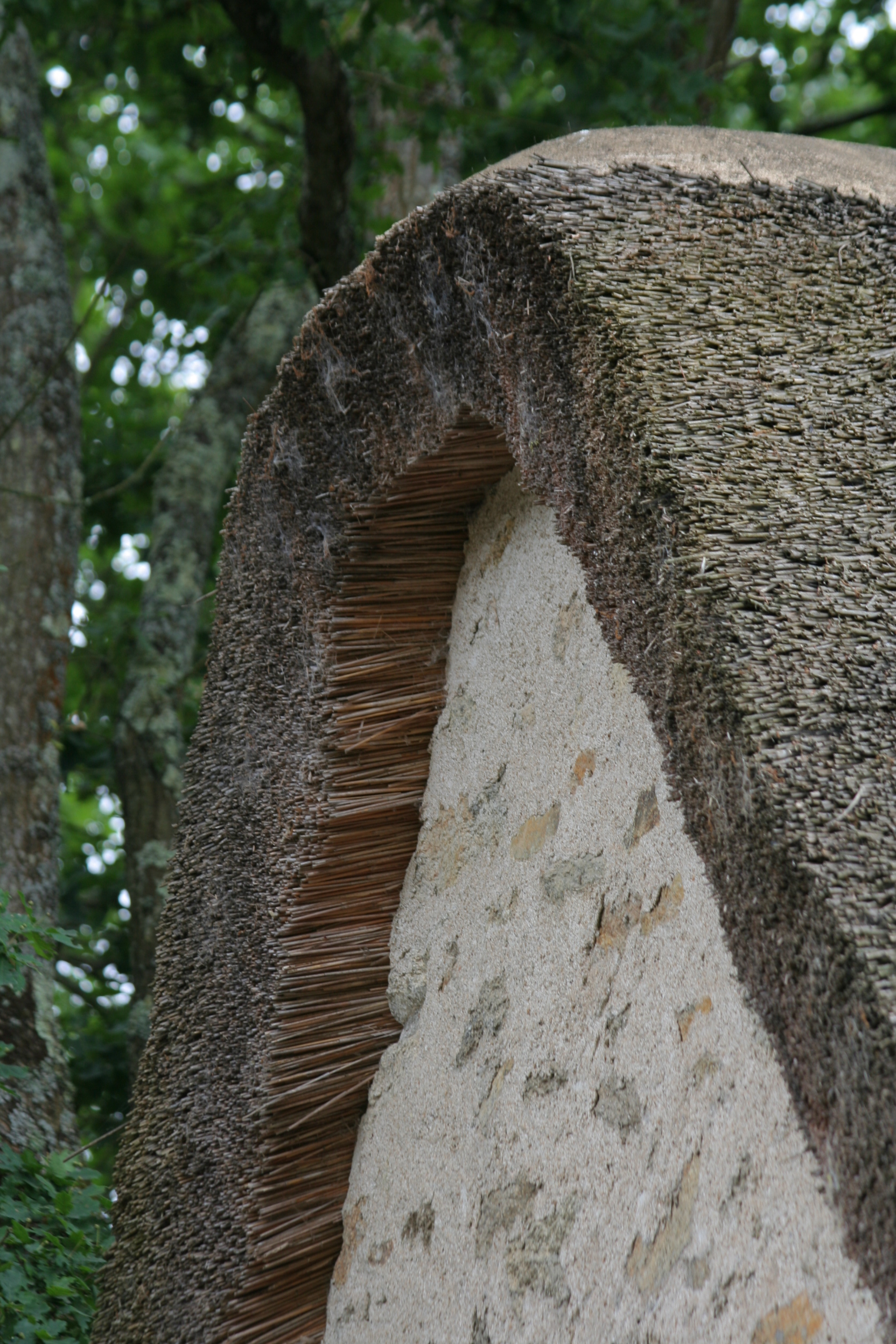
Toit de chaume